# 93 Party
Singles de Suprême NTM
Ma Benz
(20 octobre 1998) That's My People
(5 janvier 1999)
93 Party est un maxi 6 titres du groupe de rap Suprême NTM, sorti le 2 novembre 1998. 
Sony Music Entertainment organise en partenariat avec la radio Skyrock une pré-tournée intitulée « 93 Party » qui se déroule dans onze villes de France mais également à Genève et Bruxelles. Ce disque regroupe les meilleurs titres live de cet événement.

## Pochette
La photographe Gaëlle Ghesquière, qui suit régulièrement le groupe en tournée, a réalisé la photographie pour la pochette.

## Liste des titres
1. Intro DJs (DJ James et Naughty J) - 0:53
2. Seine-Saint-Denis Style (Joeystarr, Kool Shen / Daddy Jokno) - 3:36
3. On est encore là (I & II) (Joeystarr, Kool Shen / Madizm, Zoxeakopat) - 3:30
4. Laisse pas traîner ton fils (Joeystarr, Kool Shen / Sulee B Wax) - 4:38
5. Pass pass le oinj (Joeystarr, Kool Shen, AL.X, Badreak / LG Experience) - 3:26
6. Check The Flow, avec Lucien (Joeystarr, Kool Shen / LG Experience) - 1:37